# Lauren Steadman
Pour les articles homonymes, voir Steadman.
Lauren Steadman née le 18 décembre 1992 à Peterborough est une nageuse et triathlète handisport anglaise, septuple championne d'Europe (2013, 2014, 2015, 2016, 2017, 2018 et 2019), triple championne du monde de paratriathlon (2014, 2015 et 2018) et championne paralympique de Tokyo 2020.

## Biographie
En 2018 elle participe à la 16e saison de Strictly Come Dancing sur la BBC.
En avril 2020, elle participe à la deuxième saison de l'émission de survie militaire Celebrity SAS: Who Dares Wins.

## Palmarès triathlon
Le tableau présente les résultats les plus significatifs (podium) obtenus sur le circuit international de paratriathlon depuis 2013,. 
| Année | Paratriathlon                               | Pays           | Position          | Temps           |
| ----- | ------------------------------------------- | -------------- | ----------------- | --------------- |
| 2021  | Jeux paralympiques de Tokyo PTS5            | Japon          | Médaille d'or     | 1 h 4 min 46 s  |
| 2021  | Coupe du monde - étape d'A Coruna PTS5      | Espagne        | Médaille d'or     | 1 h 7 min 25 s  |
| 2021  | ITU Leeds PT5                               | Royaume-Uni    | Médaille d'or     | 1 h 6 min 4 s   |
| 2020  | Coupe du monde - étape d'Alhandra PTS5      | Portugal       | Médaille d'or     | 1 h 4 min 11 s  |
| 2019  | Championnats d'Europe de paratriathlon PTS5 | Espagne        | Médaille d'or     | 1 h 7 min 53 s  |
| 2019  | Coupe du monde - étape de Tokyo PTS5        | Japon          | Médaille d'or     | 1 h 3 min 20 s  |
| 2018  | Championnats du monde de paratriathlon PTS5 | Australie      | Médaille d'or     | 1 h 7 min 27 s  |
| 2018  | Championnats d'Europe de paratriathlon PTS5 | Estonie        | Médaille d'or     | 1 h 9 min 12 s  |
| 2018  | WTCS Iseo PTS5                              | Italie         | Médaille d'or     | 1 h 7 min 18 s  |
| 2018  | Coupe du monde - étape de Eton Dorney PTS5  | Royaume-Uni    | Médaille d'or     | 1 h 8 min 6 s   |
| 2018  | WTCS Yokohama PTS5                          | Japon          | Médaille d'or     | 1 h 6 min 39 s  |
| 2017  | Championnats du monde de paratriathlon PTS5 | Pays-Bas       | Médaille d'argent | 1 h 9 min 53 s  |
| 2017  | Championnats d'Europe de paratriathlon TPS5 | Autriche       | Médaille d'or     | 1 h 13 min 42 s |
| 2017  | WTCS Iseo PTS5                              | Italie         | Médaille d'or     | 1 h 13 min 21 s |
| 2016  | Jeux paralympiques de Rio PT4               | Brésil         | Médaille d'argent | 1 h 11 min 43 s |
| 2016  | ITU Series PT4 - Étape de Strathclyde       | Royaume-Uni    | Médaille d'or     | 1 h 9 min 55 s  |
| 2016  | Championnats d'Europe de paratriathlon PT4  | Portugal       | Médaille d'or     | 1 h 9 min 2 s   |
| 2016  | ITU Series PT4 - Étape de Buffalo City      | Afrique du Sud | Médaille d'or     | 1 h 13 min 0 s  |
| 2015  | Championnats du monde de paratriathlon PT4  | États-Unis     | Médaille d'or     | 1 h 8 min 19 s  |
| 2015  | ITU Series PT4 - Étape de Rio de Janeiro    | Brésil         | Médaille d'or     | 1 h 8 min 46 s  |
| 2015  | Championnats d'Europe de paratriathlon PT4  | Suisse         | Médaille d'or     | 1 h 6 min 40 s  |
| 2015  | ITU Series PT4 - Étape de Besançon          | France         | Médaille d'or     | 1 h 11 min 48 s |
| 2015  | ITU Series PT4 - Étape de Londres           | Royaume-Uni    | Médaille d'or     | 1 h 9 min 26 s  |
| 2014  | ITU Series PT4 - Étape de Madrid            | Espagne        | Médaille d'or     | 1 h 22 min 37 s |
| 2014  | Championnats du monde de paratriathlon PT4  | Canada         | Médaille d'or     | 1 h 11 min 55 s |
| 2014  | Championnats d'Europe de paratriathlon PT4  | Autriche       | Médaille d'or     | 1 h 9 min 49 s  |
| 2014  | ITU Series PT4 - Étape de Londres           | Royaume-Uni    | Médaille d'or     | 1 h 9 min 44 s  |
| 2013  | Championnats d'Europe de paratriathlon TR4  | Turquie        | Médaille d'or     | 1 h 9 min 25 s  |
| 2013  | Championnats du monde de paratriathlon TR4  | Royaume-Uni    | Médaille d'argent | 1 h 17 min 41 s |

## Palmarès natation
- Championnats du monde de natation 2009 en petit bassin à Rio de Janeiro (Brésil)
  -  médaille d'or sur le relais 4 × 100 m nage libre
- Championnats d'Europe de natation 2009 en grand bassin à Reykjavik (Islande)
  -  médaille de bronze sur 400 m nage libre SB9
- Championnats d'Europe de natation 2011 en grand bassin à Berlin (Allemagne)
  -  médaille de bronze sur le relais 4 × 100 m nage libre